# Kê Gà
Der Leuchtturm von Kê Gà ist der älteste Leuchtturm an der Küste von Vietnam.
Der vom französischen Architekten Snavat im Auftrag der Kolonialverwaltung von Französisch-Indochina auf dem höchsten Punkt der winzigen südvietnamesischen Insel Kê Gà erbaute Turm wurde im Jahre 1897 begonnen und 1899 in Betrieb genommen. Eine Tafel mit der Jahreszahl 1899 über dem Haupteingang erinnert an dieses Ereignis.
Der Turm steht auf einem quadratischen Fundament von 20 Meter Kantenlänge, er wurde aus gelblich-grauen Sandsteinquadern errichtet und besitzt einen achteckigen Grundriss. Im Inneren des Turmes führt eine eiserne Wendeltreppe mit 184 Stufen nach oben. Das jetzt elektrisch betriebene Leuchtfeuer hat eine Leistung von 2000 Watt.
Ein zeitgleich erbautes Wohnhaus und ein Lagerschuppen (oder Notstromgeneratorenhaus?) gehören ebenfalls zum Gebäudekomplex, sie befinden sich etwa 60 Meter nordwestlich vom Turm. Der Turm ist noch als Seezeichen in Betrieb, er wird gerne von Ausflugstouristen als Aussichtsturm aufgesucht. 